# Torre Mulinaccio
La Torre Mulinaccio est une tour côtière située sur une colline dans la commune de Monte Argentario, qui s'incline directement vers la mer tyrrhénienne. Elle s'élève près de Porto Ercole et du fort Santa Caterina.

## Histoire
La tour a été construite par les Espagnols à la fin du XVIe siècle, dans le but initial de contrôler la crique où se trouve aujourd'hui le port de Cala Galera, non visible dans son intégralité depuis le site où se trouve le Forte Filippo à proximité. Plus tard, un mur-rideau polygonal a été construit autour de la structure défensive pour sa protection complète.
Compte tenu de sa position sur le promontoire et de sa situation entre le précipice au nord et la forteresse plus imposante au sud, d'où elle était pleinement visible, il fut décidé de la transformer en moulin à vent (ce qui lui donna son nom), qui fonctionna à plein durant le XVIIIe siècle. Depuis lors, les fonctions de visée ont eu lieu à l'intérieur de l'espace ouvert délimité par le mur-rideau.
Le moulin à vent a été définitivement désaffecté au cours du 19e siècle et, depuis lors, la structure a été abandonnée.

## Description
La Torre del Mulinaccio est située juste au nord-est de Forte Filippo, d'où elle est clairement visible. La structure turriforme, en forme de ruines, a un plan circulaire, avec des murs recouverts de pierre et de brique. Bien que de hauteur modeste, la partie supérieure s'est presque entièrement effondrée, par suite de l'abandon définitif du moulin à vent qui y était construit.
La transformation de la structure défensive côtière d'origine en moulin impliquait cependant déjà à l'époque une modification des éléments architecturaux d'origine qui la caractérisaient.